# Tegastes tenuis
Tegastes tenuis är en kräftdjursart som beskrevs av Otto Pesta 1932. Tegastes tenuis ingår i släktet Tegastes och familjen Tegastidae. Inga underarter finns listade i Catalogue of Life.